# Vikariismus
Vikariierend (von lateinisch vicarius, „Stellvertreter“) sind phylogenetisch nah verwandte Taxa, die einander unter ökologischen Bedingungen (ökologischer Vikariismus) oder in geographischen Räumen (geographischer Vikariismus) vertreten.

## Arten von Vikariismus

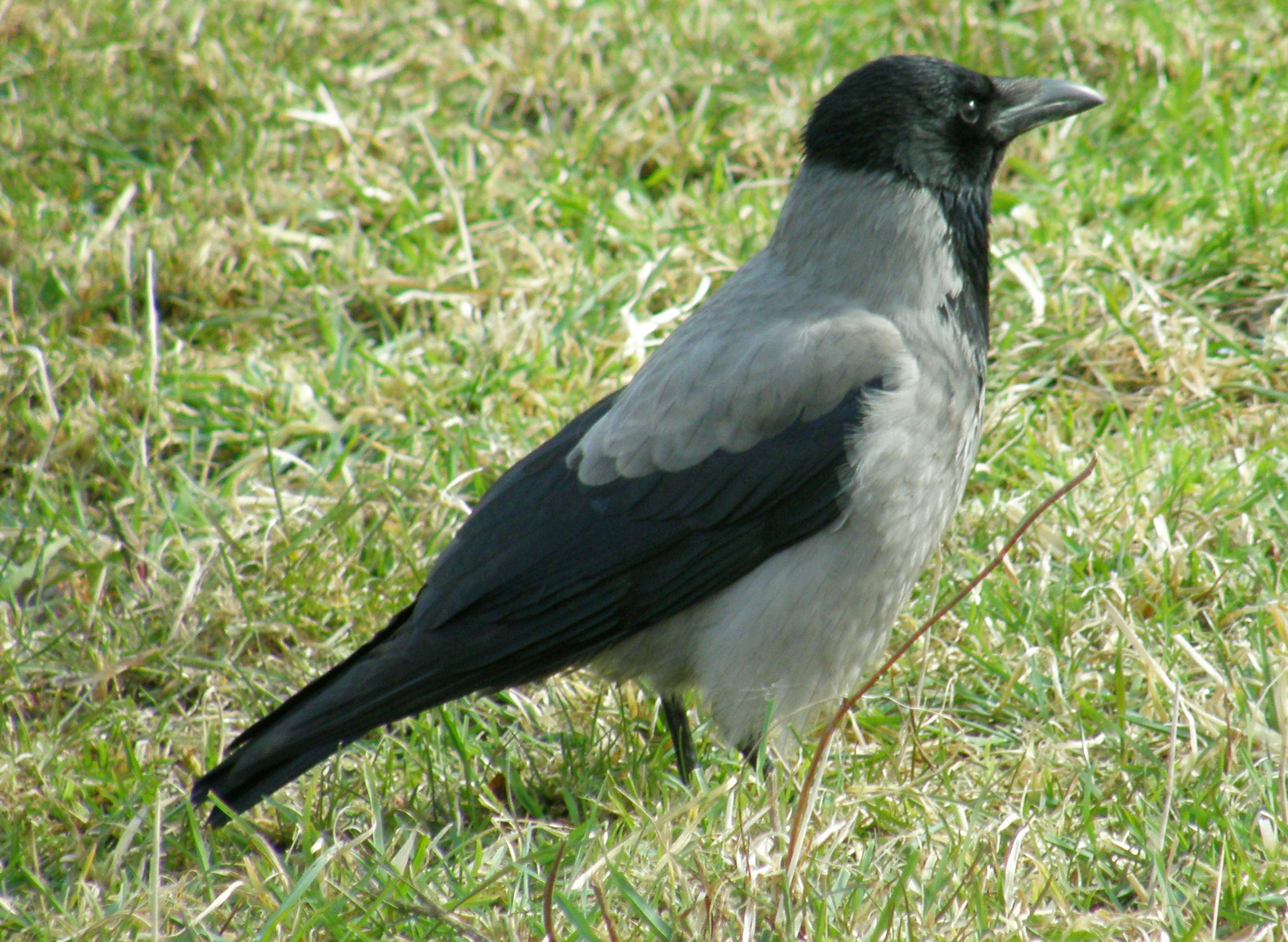
Die Nebelkrähe ist die horizontal vikariierende Art zu der Rabenkrähe

- Horizontal vikariierende Arten müssen sich in ihren ökologischen Ansprüchen nicht besonders voneinander unterscheiden. Horizontal verweist hier auf eine räumliche Trennung der Verbreitungsareale. Ein Beispiel wären die Verbreitungsgebiete der Nebelkrähe (in Osteuropa) und der Rabenkrähe (in Westeuropa).
- Vertikaler Vikariismus, oder auch Höhenvikarianz, beschreibt das Phänomen, dass sich Arten in verschiedenen Höhenstufen gegenseitig ersetzen. Repräsentativ ist hierfür der Scharfe Hahnenfuß (Ranunculus acris) mit planarem oder kollinem Verbreitungsgebiet, der mit dem montanen Berg-Hahnenfuß (Ranunculus montanus) vikariiert.
- Ökologisch vikariierende Arten stehen sich meist taxonomisch sehr nahe, vertreten sich aber auf ökologisch sehr unterschiedlichen Standorten. Diese standörtlichen Unterschiede können sich zum Beispiel im pH-Wert bemerkbar machen. So vertritt der silikatische Böden bevorzugende Kochsche Enzian (Gentiana acaulis) den Clusius-Enzian (Gentiana clusii), dessen Vorkommen an kalkhaltige Böden gebunden ist.